# Питти, Бонаккорсо

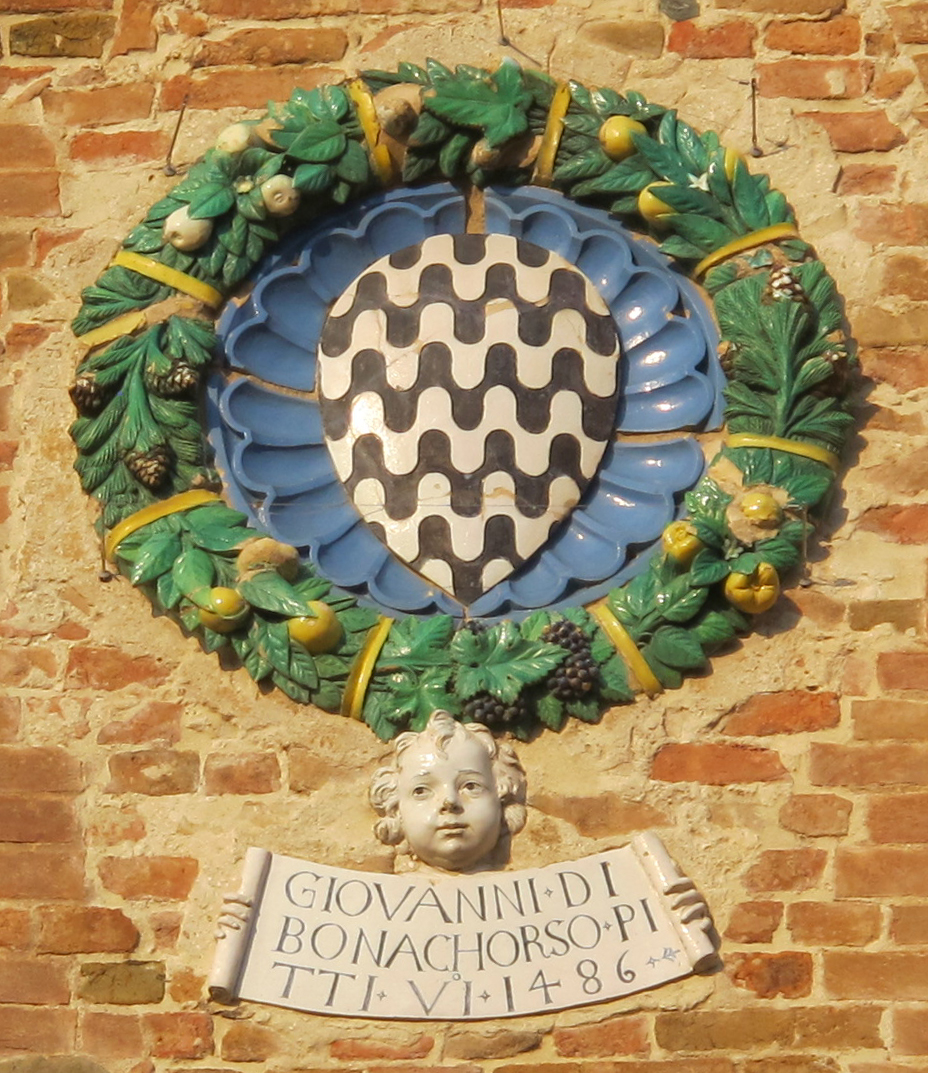
Герб рода Бонаккорсо Питти на здании городской ратуши г. Чертальдо в провинции Флоренция (1486)

Бонакко́рсо Пи́тти, или Бонакко́рсо ди Нери (итал. Bonaccorso Pitti, или Pitti, Buonaccorso di Neri; 25 апреля 1354 — 5 августа или 28 декабря 1432) — итальянский купец, дипломат, авантюрист и писатель
-мемуарист, один из летописцев Флорентийской республики.

## Биография
Родился во Флоренции, в гвельфской семье Нери ди Бонаккорсо Питти и Куррадины ди Джованни ди Умбертино дель Строцци. Предки были богатыми землевладельцами из Валь-ди-Пезы, осевшими во Флоренции в XIII веке и сделавшими себе состояние на торговле шерстяными тканями. 
Неизвестно, где учился Бонаккорсо, но образование он получил неплохое, в частности, превосходно владел латынью, свободно переводя дипломатические документы. Установлено, что в юности он был занят в семейном бизнесе, но после смерти в 1374 году своего отца, в возрасте неполных 20 лет, отправился в путешествия, посетив сначала города Северной Италии, в том числе Венецию, Павию, Верону, Пизу, Лукку, Геную, а затем Ниццу, Авиньон, Гаагу, Аугсбург, Загреб и др. Вернувшись в 1378 году во Флоренцию, стал свидетелем восстания чомпи, лично убив одного из повстанцев в порядке самообороны. 
В 1380 году, по поручению флорентийского торгового агента в Париже Бернардо ди Чино, побывал в Брюсселе, а в 1381 году около месяца провёл в Лондоне, где безуспешно вёл переговоры с Джоном Гонтом, герцогом Ланкастерским о выкупе Жана Бретонского. Его ранняя жизнь была полна авантюр, он выигрывал и проигрывал деньги, вступал в связи с женщинами, участвовал в дуэлях, никогда не теряя, однако, коммерческой жилки, поскольку повсюду вёл тщательный учёт своей прибыли. 
С 1395 года он прекратил торговлю за рубежом и начал торговать тканями в самой Флоренции. В 1396 и 1407 годах посещал с дипломатическими миссиями Францию. Посетив двор короля Карла VI, от имени королевы Франции Изабеллы убедил флорентийцев вступить в 1396 году в союз с французами против герцога Милана Джана Галеаццо Висконти. Ссылаясь на слова некого сиенца, утверждал, что последний сулил за его голову сумму в 4000 золотых дукатов.
В 1400 году побывал при дворе германского короля Рупрехта Пфальцского, убеждая его также вступить в союз против Висконти, в 1406 и 1410 годах участвовал в посольствах в Рим, а в 1421 году — в Венецию.
В 1398 году стал членом «Коллегии Двенадцати», а с 1399 года находился на государственной службе, занимая различные посты: был приором, гонфалоньером и некоторое время подеста в Сан-Джиминьяно и Монтепульчано. Сблизился с известным политиком и гуманистом, канцлером Флорентийской республики Колюччо Салютати (1375—1405). 
В 1401 году вместе с братьями получил от германского короля Рупрехта дворянский титул. Ведя весьма бурную жизнь, участвовал в многочисленных политических интригах, как во Флоренции, так и др. городах, поддерживая партию партию гвельфов, а также в войнах и дуэлях, попутно торгуя шерстью, лошадьми, вином, шафраном, сочетая всё это с азартными играми и пр.
После заключения в декабре 1410 мира с неаполитанским королем Владиславом Анжуйским, занимал различные общественные должности, занимаясь также торговлей шерстью. На протяжении всей жизни он был одним из влиятельнейших членов своей гильдии, занимая должность консула семь раз. В 1413 году был ненадолго арестован со своим братом Бартоломео за предполагаемую выдачу секретов послам короля Владислава, но вскоре освобождён. Исполнял обязанности капитана Пизы и Пистойи. 
В 1414 году снова ездил в Прованс и Париж, чтобы собрать там долги, а с 1415 года занимал должность викария в Вальдарно-ди-Сопра. В 1416 году был послом в Фолиньо, а в марте и апреле 1417 года впервые занимал должность гонфалоньера справедливости. С 1419 года снова путешествовал, посетив Венгрию, Францию, Англию, Нидерланды и Швейцарию. В феврале 1422 года участвовал в дипломатической миссии в Венецию, а в июле-августе того же года во второй раз был гонфалоньером.
Умер между 5 августа и 28 декабря 1432 года во Флоренции, подписав завещание ещё 17 марта 1425 года (а не в ноябре, как указано в хронике).

## Сочинения
Свои мемуары, получившие название «Хроника Бонаккорсо Питти» (итал. Cronica di Buonnaccorso Pitti), он начал писать в 1412 году, в возрасте 58 лет, доведя изложение описываемых событий до 1429 года. В воспоминаниях, коснувшись происхождения родителей и семейных дел, он подробно описал свою жизнь, полную приключений, уделив большое внимание не только политическим событиям и торговым делам, но и повседневному быту и развлечениям знати своей эпохи. 
Несмотря на то, что «Хроника» Питти по своему жанру принадлежит к числу так называемых «домашних хроник», или «семейных книг», и изначально предназначалась для узкого круга ближайших родственников, а не для широкого читателя, в реальности содержание её гораздо шире. Будучи по своей природе не только расчётливым торговцем и искусным дипломатом, но также заядлым игроком и авантюристом, Питти никогда не стремился к одной лишь спокойной размеренной жизни, наживе и семейному благополучию, не чуждаясь различных приключений и развлечений. В его непритязательном сочинении, написанном сухим, едва ли не протокольным, языком, на тосканском диалекте с обилием галлицизмов, отсутствуют какие-либо нравоучения и содержится глубоко личный, автобиографический материал, что делает его ценным для истории документом человеческой жизни. 
Будучи современником многих исторических событий в Италии и европейских странах, включая восстания чомпи во Флоренции (1378), майотенов в Париже,  Филиппа ван Артевелде во Фландрии и битву при Роозенбеке (1382) и пр., Питти не стремится к последовательному изложению фактов повседневности, лишь формально оставаясь верным хронологии, а в анализе происходящего далёк от всякой объективности, пропуская их через призму собственных, весьма своеобразных, вкусов и интересов. Дипломатические посольства, которые он нередко исполняет с риском для жизни и свободы, наполняют его гордостью и тщеславием, поскольку позволяют от имени флорентийской коммуны разговаривать на равных с иностранными правителями, что льстит его самолюбию, заставляя хрониста, вопреки очевидным фактам, явно преувеличивать как историческую роль своих миссий, так и собственную значимость.  
Побывав во многих городах и странах, Питти даёт в своих мемуарах широкую картину не только собственной и внутригородской, но и европейской жизни, что ярко свидетельствует о неоднократно отмечавшейся историками естественной связи между экономическим развитием Флоренции эпохи треченто и зарождением в ней культуры гуманизма. 
Сохранилось несколько рукописей хроники Питти, наиболее полной и исправной из которых является датированный XVI веком пергаментный манускрипт из Национальной центральной библиотеки Флоренции.
Впервые хроника Питти была издана во Флоренции в 1720 году под редакцией Джузеппе Мани. В 1905 году она была переиздана в Болонье с небольшими исправлениями Альберто Бакки делла Лега, и все последующие издания и переводы, основывались именно на этой публикации.
Английский перевод хроники, выполненный Джулией Мартинес по изданию делла Лега, под редакцией историка итальянского Возрождения профессора университета Беркли (Калифорния) Джина Адама Брукера, вышел из печати в 1967 году и в 1991 году был переиздан.
Русский перевод хроники, выполненный Зинаидой Гуковской по тому же изданию 1905 года под редакцией В. И. Рутенбурга, был выпущен в 1972 году издательством «Наука» АН СССР в серии «Литературные памятники».
Новейшее итальянское критическое издание хроники, подготовленное Вероникой Вестри, выпущено в 2015 году издательством Флорентийского университета в серии «Историческая библиотека».
Помимо «Хроники», Бонаккорсо Питти оставил потомкам, как минимум, одну канцону, содержащую переложение легенды о поясе Девы Марии (Sacra Cintola), и восемь писем.

## Семья
В 1391 году, при посредничестве знатного гражданина Гвидо ди Томмазо дель Паладжо, вступил в брак с Франческой ди Лука ди Пьеро Альбиззи, подарившей ему в течение 20 лет 11 детей, из которых выжили семеро.

## Публикации
- Cronica di Buonaccorso Pitti. Con annotazioni di Giuseppe Manni. — Firenze: Nella stamperia di Giuseppe Manni, 1720. — xl, 148 p.
- Cronica di Buonaccorso Pitti. Con annotazioni, ristampata da Alberto Bacchi della Lega. — Bologna, 1905.
- Питти Бонаккорсо. Хроника / Пер. с итал. З. В. Гуковской; изд. подг. З. В. Гуковская, М. А. Гуковский, В. И. Рутенбург;  отв. ред. В. И. Рутенбург. — Л.: Наука, 1972. — 248 с. — (Литературные памятники). — 50 000 экз.
- Two Memoirs of Renaissance Florence: The Diaries of Buonaccorso Pitti & Gregorio Dati. Ed. by Gene Brucker. Transl. by J. Martines. — Prospect Heights, Illinois: Waveland Press, 1991. — 141 p. — ISBN 978-0-88133-622-1.
- Bonaccorso Pitti. Ricordi. A cura di Veronica Vestri, prefazione di Stefano U. Baldassarri. — Firenze: Firenze University press, 2015. — xxxvi, 116 p. — (Biblioteca di storia, 24). — ISBN 978-88-6655-725-8.